# Lech Wierusz
Lech Wierusz (ur. 18 kwietnia 1917 w Dolsku, zm. 18 grudnia 1987) – polski lekarz ortopeda, wieloletni dyrektor Zakładu Leczniczo-Wychowawczego dla Dzieci Kalekich w Świebodzinie. Do jego wychowanków należy m.in. Janina Ochojska, prezes Polskiej Akcji Humanitarnej.

## Życiorys
Jego ojciec, Antoni, był lekarzem internistą, a matka (z Rajewskich) była nauczycielką. Mieli czworo dzieci. W 1919 roku przeprowadzili się z Dolska do Poznania. Po ukończeniu Gimnazjum im. A. Mickiewicza Lech Wierusz rozpoczął studia na Wydziale Lekarskim Uniwersytetu Poznańskiego. Studia te przerwała II wojna światowa, podczas której pracował w charakterze lekarza pomocniczego pod kierunkiem dra A. Maciejewskiego
W 1945 r. uzyskał tytuł lekarza medycyny, po czym rozpoczął pracę jako starszy asystent w poznańskiej klinice ortopedycznej kierowanej przez prof. Wiktora Degę. Okazał się być zdolnym klinicystą i zręcznym operatorem. Interesował się problematyką zachorowań dzieci na chorobę Heinego-Medina (tzw. polio) oraz zaopatrzeniem inwalidów w protezy, aparaty i gorsety, gdyż pełnił funkcję zastępcy dyrektora Działu Naukowo-Doświadczalnego Wytwórni Protez. W 1949 r. uzyskał stopień naukowy doktora medycyny
W 1951 roku przeniósł się z Poznania do Świebodzina, by objąć stanowisko dyrektora Zakładu Leczniczo-Wychowawczego dla Dzieci Kalekich (po chorym dr Leśkiewiczu). Funkcję tę pełnił prawie nieprzerwanie do 1982 roku, kiedy to przeszedł na emeryturę. W krótkim czasie zmodernizował zakład i dobrze go wyposażył. Zapewnił pacjentom pomoce rehabilitacyjne oraz regularną naukę w przyzakładowej szkole podstawowej i średniej. Był nie tylko wybitnym lekarzem i organizatorem, ale także wychowawcą dzieci i młodzieży. Janina Ochojska wspominała po latach:

On nam mówił «Wy możecie więcej, a nie mniej. Wam dano, a nie odebrano». On traktował niepełnosprawność jako pewną wartość. Jako dobro, które dostaliśmy. I jeśli to dobro będziemy umieli przyjąć, to nasze życie będzie wyglądało zupełnie inaczej.

Opracował nowatorskie metody oprotezowania kończyn, a także wdrożył oryginalną technikę leczenia operacyjnego skoliozy. Technika ta była udoskonaleniem tzw. metody Harringtona. Lech Wierusz opracował specjalny zestaw instrumentów chirurgicznych i specjalistyczny stół do zakładania gorsetów gipsowych.
Utrzymywał kontakty z wieloma ośrodkami medycznymi na świecie, odbył szereg staży naukowych i wizyt zagranicznych, brał udział w licznych kongresach i zjazdach. Uważa się go za współtwórcę polskiej szkoły rehabilitacji ortopedycznej.
W latach 1955–1956 pracował w szpitalu ortopedycznym w Hamkung w Korei Północnej (był jednym z jego współzałożycieli).
Angażował się w życie kulturalne Świebodzina, brał udział w plenerach malarskich, był znawcą muzyki poważnej, współzałożycielem Klubu Służby Zdrowia "Medyk", a także Towarzystwa Przyjaciół Ziemi Świebodzińskiej oraz Amatorskiego Klubu Filmowego "Lubusz".
21 lipca 1972 został odznaczony Orderem Budowniczych Polski Ludowej.